# Sân bay Barisal
Sân bay Barisal (IATA: BZL, ICAO: VGBR) là một sân bay mới ở phía nam thành phố Barisal ở Bangladesh. Sân bay này có một đường băng dài 1827 m và chỉ phục vụ tuyến nội địa.

## Các hãng hàng không và các tuyến điểm
Hiện có các hãng sau đang hoạt động tại sân bay Barisal:
- GMG Airlines (Dhaka)
- United Airways (Bangladesh) (Dhaka)